# Arrivano i Mat 65
Arrivano i Mat 65 è un album discografico dei Mat 65 pubblicato in Italia nel 1966.

## Tracce
1. Take a Heart (M. Dailon)
2. For Miss Caulker (Eric Victor Burdon)
3. I Am Free (Mick Jagger, Keith Richards)
4. Lei (non è per me) (tradizionale) (Sergio Bardotti, Lucio Dalla, Gino Paoli e Gian Piero Reverberi)
5. We'ne Gotta Get Out Of My Place (Barry Mann, Cynthia Weil)
6. What'd I Say (Ray Charles)
7. For Your Love (Graham Gouldman)
8. Yesterday (John Lennon, Paul McCartney)
9. La ma città (Sergio Bardotti, Shel Carson)
10. Long Tall Sally (Robert Blackwell, Enotris Johnson, Little Richard)